# Dziura w Ścianie
Dziura w Ścianie – jaskinia w Dolinie Kościeliskiej w Tatrach Zachodnich. Wejście do niej znajduje się w zboczu Gubalca, w pobliżu przełęczy ograniczającej od południa Zbójnicką Turnię, na wysokości 1298 metrów n.p.m. Długość jaskini wynosi 19 metrów, a jej deniwelacja 2 metry.

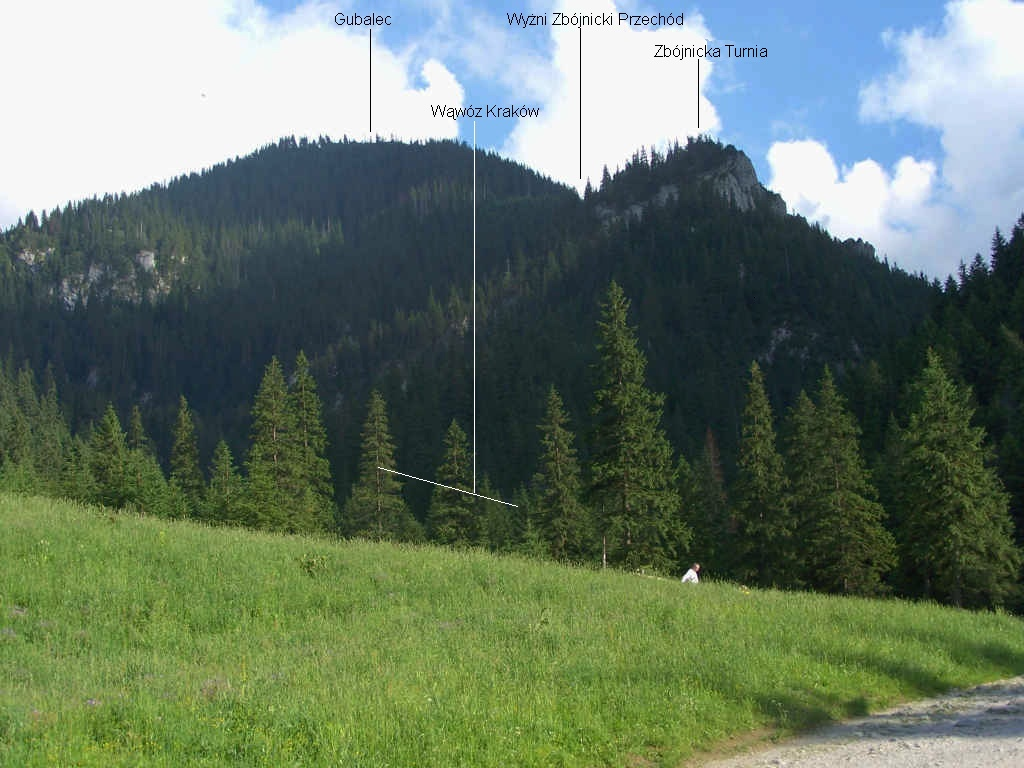
Gubalec i Zbójnicka Turnia

## Opis jaskini
Głównym ciągiem jaskini jest korytarz prowadzący od otworu wejściowego do ciasnego przełazu nad blokami skalnymi. Parę metrów dalej ciąg ten kończy się niedostępną szczeliną.
Zaraz za otworem na lewo odchodzą od korytarza do góry dwie krótkie odnogi, które łączą się w małej salce.

## Przyroda
W korytarzu za ciasnym przełazem występują niewielkie stalaktyty, polewa naciekowa oraz mleko wapienne. 
W jaskini woda kapie ze ścian. Za przełazem dno jest błotniste, z kałużami.
Do 1 metra w głąb jaskini rosną mchy i porosty. 

## Historia odkryć
w 1975 roku otwór jaskini pokazał zespołowi, który zajmował się inwentaryzacją jaskiń tatrzańskich Edward Winiarski, informując, że odkrył go Stefan Zwoliński. Dokumentację sporządziła 23 lipca 1977 roku I. Luty przy współpracy M. Kardasia i M. Burkackiego.